# Ladumyrtjärnen, Ångermanland
Ladumyrtjärnen är en sjö i Sollefteå kommun i Ångermanland och ingår i Ångermanälvens huvudavrinningsområde.